# ریسک اعتباری
ریسک اعتباری ریسکی است که از نکول/قصور طرف قرارداد، یا در حالتی کلی‌تر ریسکی است که از «اتفاقی اعتباری» به وجود می‌آید. به‌طور تاریخی این ریسک معمولاً در مورد اوراق قرضه واقع می‌شد، بدین صورت که قرض‌دهنده‌ها از بازپرداخت وامی که به قرض‌گیرنده داده بودند، نگران بودند. به همین خاطر گاهی ریسک اعتباری را 'ریسک نکول' هم گویند.
ریسک اعتباری از این واقعیت ریشه می‌گیرد که طرف قرارداد، نتواند یا نخواهد تعهدات قرارداد را انجام دهد. تأثیر این ریسک با هزینه جایگزینی وجه نقد ناشی از نُکول طرف قرارداد سنجیده می‌شود.
ضررهای ناشی از ریسک اعتباری ممکن است قبل از وقوع نکول واقعی طرف قرارداد رخ دهند. به‌طور کلی‌تر ریسک اعتباری را می‌توان به عنوان ضرر محتمل که در اثر یک رخداد اعتباری اتفاق می‌افتد، بیان کرد. رخداد اعتباری زمانی واقعی شود که توانایی طرف قرارداد در تکمیل تعهداتش تغییر کند.
ریسک اعتباری یکی از مهم‌ترین عوامل تولید ریسک در بانک‌ها و شرکت‌های مالی است. این ریسک از این جهت ناشی می‌شود که دریافت‌کنندگان تسهیلات توانایی بازپرداخت اقساط بدهی خود را به بانک نداشته باشند.
در اندازه‌گیری ریسک اعتباری، ریسک مشخصه‌ای را باید اندازه گرفت که تعبیرهای مختلفی از آن می‌شود کرد:
ریسک نکول، ریسک کاهش رتبه، ریسک نرخ بهره، ریسک تفاوت نرخ بهره.

## اندازه‌گیری ریسک اعتباری
برای اندازه‌گیری ریسک اعتباری باید به این موارد توجه کرد:
- احتمال نُکول: احتمال این است که طرف قرارداد در مدت تعیین‌شده در قرارداد، به تمام یا بخشی از تعهدات‌اش، خواسته یا ناخواسته عمل نکند.
- میزان تعهد اعتباری: نشان می‌دهد که در زمان نکول، چه مقدار از تعهدات متأثر از نکول قرار می‌گیرد.
- نرخ بازیافت: در صورت نکول، چه سهمی از تعهدات ممکن است از راه‌های مختلف مثل وثیقه و … بازگردد.

## رتبه‌بندی اعتباری
بحثی مهم دیگری که در اندازه‌گیری ریسک اعتباری مطرح می‌شود، رتبه‌بندی اعتباری شرکت‌هاست.
برای سنجش ریسک اعتباری معمولاً شرکت‌ها را بر اساس ریسکی که در قرارداد متوجه بانک می‌کنند مرتب کرده و اصطلاحاً رتبه‌بندی می‌کنند. برای اندازه‌گیری ریسک اعتباری، به هر رتبه احتمال نُکولی نسبت می‌دهند.
برای رتبه‌بندی اعتباری از مدل‌های مختلفی استفاده می‌شود. مدل‌های لوجیت و پروبیت، تحلیل تفکیک خطی، روش نزدیک‌ترین همسایه‌ها، مدل‌های ساختاری (مثل مدل کی‌ام‌وی) و نهایتاً مدل‌های شبکه عصبی و الگوریتم ژنتیک. این اقدامات معمولاً در شرکت‌ها و موسسات رتبه‌بندی اعتباری در دنیا انجام می‌شوند که در ایران نیز از سال ۱۳۹۶ این شرکت‌ها فعالیت خود را آغاز نمودند.